# ۹۵۳ (قمری)
۹۵۳ (قمری)، نهصد و پنجاه و سومین سال در گاهشماری هجری قمری است. اول محرم این سال برابر با چهاردهم مارس سال ۱۵۴۶ میلادی است.

## زادگان
- ۲۶ ذیحجه - شیخ بهایی دانشمند عصر صفوی